# Simba Makoni
Simbarashe Herbert Stanley Makoni (geboren am 22. März 1950 im Rusape-Distrikt) ist ein simbabwischer Politiker. Makoni war als Mitglied der regierenden ZANU-PF-Partei von 2000 bis 2002 der Minister für Finanzen und Ökonomische Entwicklung von Simbabwe. Aufgrund politischer Differenzen wurde er nach 18 Monaten im Amt von Robert Mugabe entlassen. Nach Makonis Ausscheiden aus dem Amt begann ein extremer Abwärtstrend der simbabwischen Wirtschaft, mit einer jahresbezogenen Inflationsrate, die im Dezember 2007 bei über 66.000 % lag, sowie einer Arbeitslosenquote von 80 % (Anfang 2008).

## Leben
Makoni begann ein Chemie-Studium an der University of Rhodesia, wurde jedoch aus politischen Gründen relegiert. Er setzte das Studium an der University of Leeds in Großbritannien fort und schloss mit einem B.Sc ab; später erwarb er noch den PhD. Zwischen 1977 und 1980 war Makoni der Chefrepräsentant der ZANU in Westeuropa. 
Bei der Unabhängigkeit Simbabwes 1980 wurde er im Alter von 30 Jahren Parlamentsabgeordneter für die Provinz Manicaland im Osten des Landes und stellvertretender Landwirtschaftsminister im ersten Kabinett Mugabes, danach Energieminister. Minister für Jugend, Sport und Kultur war er ebenfalls im Laufe seiner Karriere. 1984 wurde Makoni Sekretär der SADCC. 1993 kehrte er aus Botswana nach Simbabwe zurück und war bis 2000 Leiter der Messe- und Ausstellungsgesellschaft in Bulawayo.
Anfang Februar 2008 erklärte Makoni seine Kandidatur für die simbabwische Präsidentschaftswahl am 29. März 2008. Da die ZANU-PF die erneute Kandidatur von Robert Mugabe für eine sechste Amtszeit unterstützte, trat Makoni als unabhängiger Kandidat gegen Mugabe an. Bei Bekanntgabe seiner Kandidatur am 5. Februar war er der einzige Gegenkandidat; schließlich stellte sich jedoch auch Morgan Tsvangirai zur Wahl. Am 12. Februar 2008 erklärte ein Sprecher der ZANU-PF, Makoni sei wegen seiner Kandidatur offiziell aus der Partei ausgeschlossen worden. Am 29. Februar 2008 erklärten das ZANU-PF-Politbüromitglied Dumiso Dabengwa sowie der ehemalige Parlamentspräsident Cyril Ndebele, sie unterstützten Makonis Kandidatur.
Nach dem mit fünfwöchiger Verzögerung am 2. Mai 2008 bekannt gegebenen Wahlergebnis erreichte Makoni hinter dem Sieger des 1. Wahlgangs, Morgan Tsvangirai, und Mugabe in dritter Position einen Stimmenanteil von 8,3 %.